# 渡边妃生子
渡边妃生子（日语： Watanabe Kiiko，1935年—），日本前女子乒乓球运动员，曾就读于专修大学。她曾获得2枚世界乒乓球锦标赛女子团体金牌，以及3枚世界乒乓球锦标赛银牌和4枚铜牌。